# نيكولا شميت (لاعب كرة قدم)
نيكولا شميت (بالفرنسية: Nico Schmitt)‏ هو لاعب كرة قدم لوكسمبورغي، ولد في 3 أكتوبر 1936.

## وصلات خارجية
- نيكولا شميت على موقع قاعدة بيانات كرة القدم.إي يو (الإنجليزية)